# Долінський Анатолій Андрійович
Долінський Анатолій Андрійович (21 липня 1931, с. Орлянське Василівського району Запорізької області — 31 травня 2022) — вчений у галузі теплоенергетики, тепломасообміну і теплотехнологій, організатор науки, академік Національної академії наук України (1988), заслужений діяч науки і техніки України (1991). Тричі лауреат Державної премії України в галузі науки і техніки (1984, 1997, 2004).

## Біографія
Народився 21 липня 1931 р. у с. Орлянка Васильківського району Запорізької області. Після закінчення середньої школи у селищі Корнин Попільнянського району на Житомирщині він поступає на теплоенергетичний факультет Київського політехнічного інституту. Успішно закінчивши його в 1954 р., стає старшим інженером-технологом на турбінному заводі «Пяргале» в м. Каунасі (Литва). З 1957 р. А. А. Долінський працює в Інституті технічної теплофізики НАН України — спочатку інженером, потім головним механіком, молодшим науковим співробітником, старшим науковим співробітником, завідувачем наукового відділу. З 1982 р. він директор цієї установи.

## Наукова діяльність
Очолюючи інститут, А. А. Долінський зберіг традиційні наукові школи і водночас адаптував структуру і тематику установи до ринкових умов. Він активно використовує ринкові методи роботи і форми управління, приділяє велику увагу менеджменту, маркетингу, інвестиційній та інноваційній діяльності. За участю інституту створені та діють спільні підприємства у В'єтнамі, спільні науково-технічні центри у США, Китаї. Цьому вирішальною мірою сприяли цілеспрямованість вченого та великий досвід впровадження нових наукових ідей у виробництво, його наполегливість у досягненні поставленої мети, оперативність у розв'язанні науково-виробничих проблем. Тематика інституту відповідає пріоритетним напрямам розвитку держави, завдяки чому щороку впроваджується кілька десятків одиниць технологій та обладнання. За ініціативою А. А. Долінського функціонує і постійно поповнюється експонатами виставка інституту «Енергоресурсозбереження». Роботи інституту регулярно експонуються на українських та міжнародних виставках, чимало з них відзначено нагородами. Найкращі розробки інституту впроваджені в Росії, Іспанії, Чехії, Індії, В'єтнамі, Аргентині, Болгарії, а наукові зв'язки підтримуються зі США, Англією, Польщею, Китаєм, Росією та іншими країнами.
А. А. Долінський — один з ініціаторів створення демонстраційних зон високої енергоефективності в Україні, а саме — демзони «Південна» у м. Запоріжжі з використання когенераційних технологій. Цю ідею вчений намагається реалізувати і в Києві. Він всіляко підтримує розвиток теплотехнологій, спрямованих на використання теплоти відхідних газів, альтернативних джерел енергії, систем та приладів для контролю та оптимізації процесів в енергогенеруючих та енергоспоживаючих об'єктах.
У галузі сушіння під керівництвом і за безпосередньою участю А. А. Долінського розроблено та впроваджено значну кількість сучасних енергоресурсозберігаючих технологій та одиниць обладнання. Він запропонував і науково обґрунтував принципово новий метод інтенсифікації процесів тепломасообміну при дискретно-імпульсній трансформації енергії, започаткував в Україні науковий напрям з розробки нанотехнологій на базі ідей, народжених в інституті, зробив значний внесок у розвиток теорії процесів переносу теплоти і речовини у дисперсних газорідинних середовищах та розробив методи його розрахунку.
Протягом багатьох років А. А. Долінський — головний редактор наукового журналу «Промышленная теплотехника», англомовний варіант якого «Industrial Heat Engineering» перевидається у США. Він — член редколегії науково-прикладного журналу «Відновлювана енергетика» та редакційних рад міжнародних журналів «Проблемы машиностроения» (Україна), «International Journal of Heat and Masstransfer» (США), «Drying Technology Journal» (Канада), «Инженерно-физического журнала» (Білорусь) тощо.
Анатолій Андрійович — автор більш як 500 наукових праць, у тому числі 10 монографій і понад 190 винаходів на патенти. Створив наукову школу, серед його учнів — десятки докторів та кандидатів наук. Велику увагу приділяє вчений підготовці майбутньої зміни. Він — голова спеціалізованих наукових рад із захисту докторських та кандидатських дисертацій. Серед його учнів — десятки докторів і кандидатів наук.
А. А. Долінський очолює Національний комітет України з тепломасообміну, Міжнародний комітет країн СНД з проблем сушіння, Наукову раду підтримки і розвитку промислової та муніципальної енергетики при Міністерстві освіти і науки України.

## Нагороди і почесні звання
А. А. Долінському присвоєно звання «Заслужений діяч науки і техніки України», він — тричі лауреат Державної премії України, лауреат академічних премій ім. Г. Ф. Проскури та ім. В. І. Толубинського, почесний професор Національного технічного університету «КПІ». Його нагороджено Почесною грамотою Верховної Ради, орденами «Дружби народів» та за «Трудові досягнення» IV-го ступеня. Кавалер ордена «За заслуги» ІІІ (2002) і ІІ (2011) ступенів.